# Oscillococcinum
 (mars 2021).

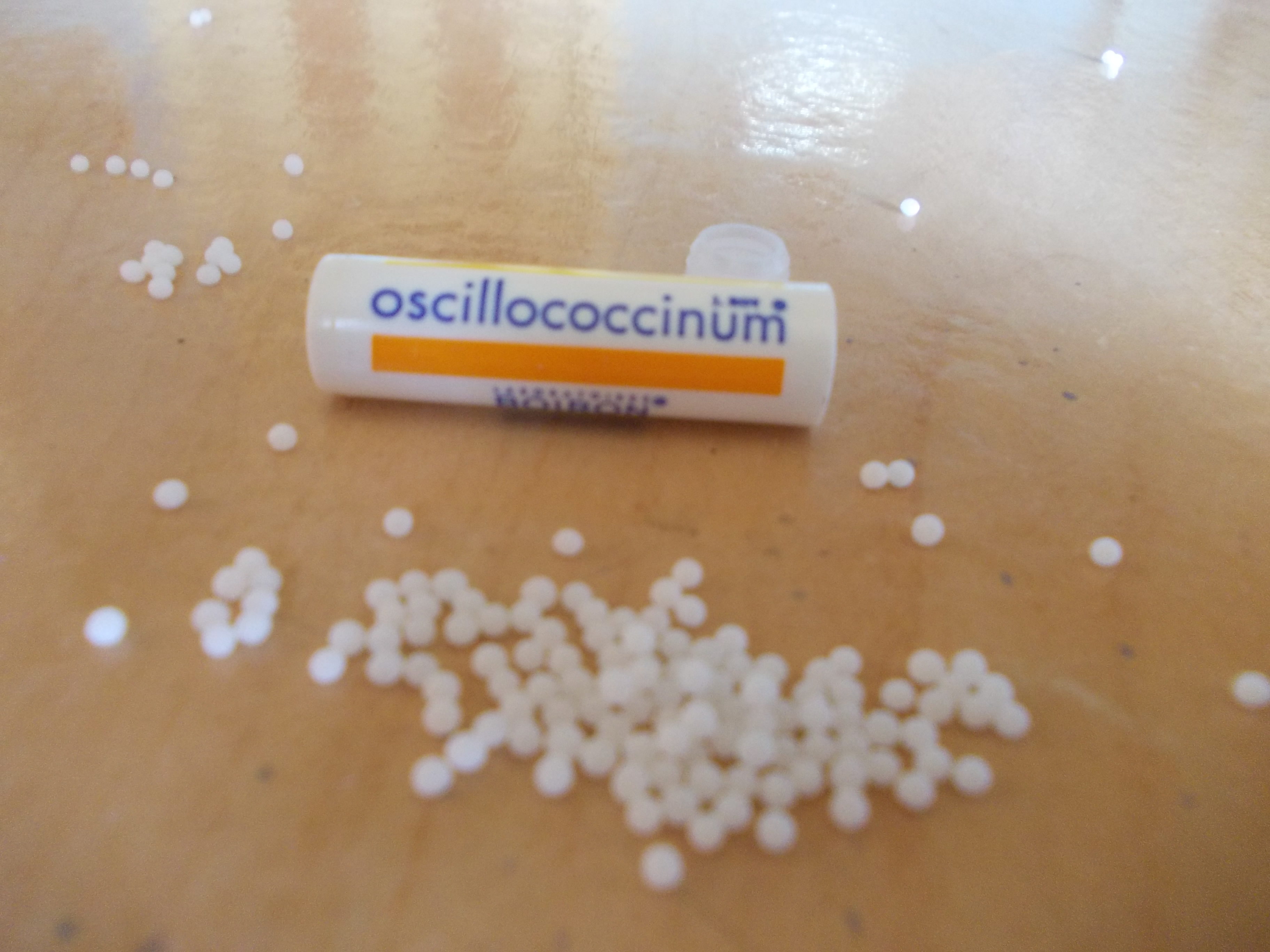
L'oscillococcinum est constitué de globules de sucre imprégnés de la solution homéopathique.

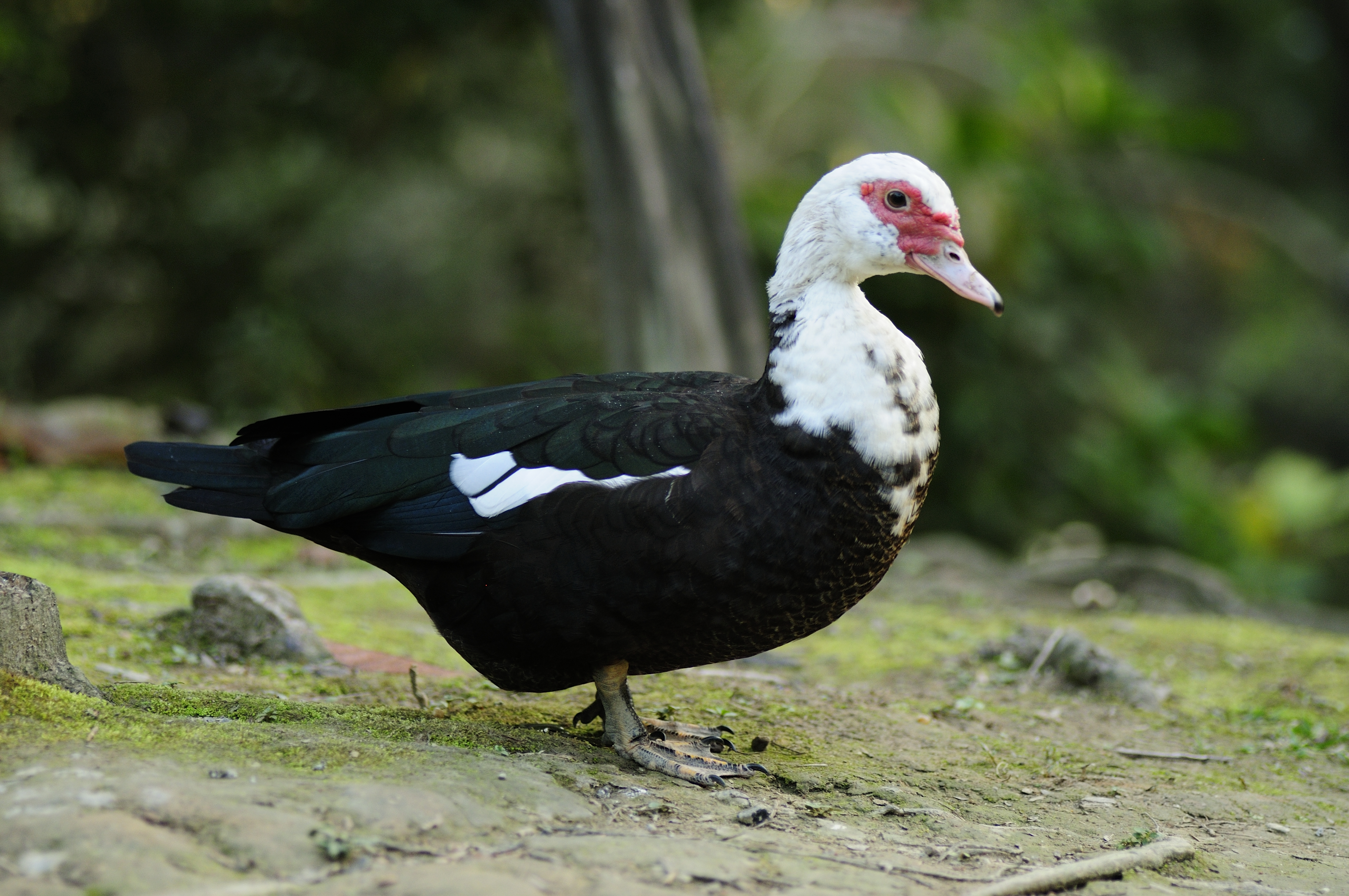
Un Canard de Barbarie, espèce dont le foie et le cœur sont utilisés dans la préparation de l'Oscillococcinum.

L'Oscillococcinum est une préparation homéopathique,, propriété des laboratoires Boiron, commercialisée prétendument pour soulager les symptômes de la grippe. Elle n'apporte aucun bénéfice autre que celui qu'apporterait une pilule de sucre. Elle a le statut de médicament en France et en Suisse. Elle ne prévient ni ne soigne en aucun cas la grippe. C'est une préparation populaire, notamment en France et en Russie.
La préparation fut définie au début du XXe siècle, par le médecin Joseph Roy, qui crut découvrir, lors de son service militaire, un nouveau micro-organisme qu'il nomma « oscillocoque » ; l'existence de cette bactérie n'a jamais été confirmée, et on sait aujourd'hui que la grippe est due non pas à une bactérie mais à un virus (Influenzavirus).
L'Oscillococcinum est préparé à partir d'autolysat de foies et de cœurs de canards de Barbarie. Cette préparation subit ensuite une dilution korsakovienne de 200K.
Les études cliniques pratiquées à ce jour, randomisées en double aveugle et utilisant la comparaison avec un groupe témoin recevant un placebo, ont pu établir sans équivoque l'inefficacité de cette préparation ou de ses équivalents,. De même, l'existence de l'« oscillocoque » n'a jamais pu être prouvée a posteriori. Les prescripteurs de cette préparation homéopathique n'expliquent pas ce que serait son mode d'action, ni le lien avec les organes de canards utilisés pour sa préparation.

## Historique
La recette de l'oscillococcinum a été élaborée au début du XXe siècle par le médecin et homéopathe français Joseph Roy.
Joseph Roy est, à 27 ans, médecin militaire pendant la Première Guerre mondiale, lorsqu'il est confronté à l'épidémie de grippe espagnole de 1918. En observant le sang des malades au microscope, Roy croit observer un micro-organisme constitué de deux grains de taille différente et présentant un mouvement oscillatoire rapide. Il lui donne le nom d'« oscillocoque » .
Dans les années suivantes, Roy dit observer l'oscillocoque dans de très nombreuses pathologies : cancers (dans les tumeurs), maladies vénériennes (syphilis et blennorragie), infections diverses (tuberculose, oreillons, varicelle, rougeole ou herpès), et même dans des cas d'eczéma et de rhumatismes chroniques. Pour Roy, l'oscillocoque apparaît comme un germe universel. Pour utiliser sa découverte à des fins préventives et curatives, Roy choisit une source de culture du germe : le foie et le cœur des canards de Barbarie.
Dans les années 1920, Roy réalise diverses expériences sur des animaux. Il injecte une préparation contenant selon lui des oscillocoques, qu'il affirme provenir de malades de la grippe, à des rats qui décèdent, soit à court terme d'infections présentant les symptômes de la grippe, soit à plus long terme de tumeurs. Il injecte aussi une préparation d'oscillocoques provenant de patients atteints de cancer à des rats et des lapins qui meurent de grippes. Roy collabore avec Léon Vannier (fondateur des laboratoires homéopathiques de France), à qui il remet en 1925 ce qu'il affirme être une souche d'oscillocoques. Roy préconise des dynamisations de Korsakov. Vannier injecte sa préparation à des malades atteint de cancer et affirme constater des réactions dont les symptômes sont comparables à ceux de la grippe, ainsi qu'une aggravation générale de leur état.
Roy confie sa recette aux Laboratoires Homéopathiques Modernes, fondés en 1933 par René Baudry et Henri Boiron, qui commercialisent en exclusivité le médicament sous le nom Oscillococcinum. La commercialisation est poursuivie depuis 1967 par les laboratoires Boiron, issus de la fusion des Laboratoires Homéopathiques Modernes avec les Laboratoires Homéopathiques Jean Boiron et les Laboratoires Homéopathiques Henri Boiron. L'indication du médicament « contre la grippe » est alors remplacée par « contre les affections grippales », aucun effet n'ayant jamais été mis en évidence contre cette maladie.
Au début du XXIe siècle, tant les opposants à l'homéopathie que ses défenseurs admettent que l’oscillocoque n'existe pas. Les observations de Joseph Roy n'ont en effet jamais été reproduites et le docteur Curé, médecin et homéopathe spécialiste de l'oscillococcinum, affirme que le micro-organisme n'a pas été identifié par la microbiologie moderne.[source secondaire nécessaire] Le médicament est d'ailleurs présenté par son fabricant comme un autolysat de foie et de cœur de canard, sans aucune mention de la présence d'oscillocoque.
La grippe étant due non à une bactérie, mais à un virus trop petit pour être vu avec un microscope optique, Joseph Roy ne peut donc pas avoir observé l'agent infectieux à l'origine de la grippe, qui sera identifié par Richard Shope en 1931,. Les laboratoires Boiron n'indiquent pas l'Oscillococcinum comme étant un médicament contre la grippe mais contre les « états grippaux »,. Bien que ceci soit caractéristique des indications homéopathiques, qui visent un ensemble de symptômes plutôt qu'une maladie, certains voient une raison médicale dans cette modification récente des indications, : le médicament serait un simple placebo, plus adapté selon eux à des cas de rhinopharyngite (rhume bénin, maladie spontanément résolutive sans médication), qu'à des cas de grippe.

## Caractéristiques
Oscillococcinum se présente sous la forme de granules à faire fondre sous la langue.
Les granules Oscillococcinum sont constitués de sucre et du liquide obtenu en diluant une part de préparation de foie et de cœur de canard dans 10400 parts d'eau et en l'agitant (en la « dynamisant », dans le langage des homéopathes).
L'efficacité d'Oscillococcinum n'est pas démontrée au-delà de l'effet placebo, et il n'a en particulier aucun effet sur le virus de la grippe. Étant donné le taux de dilution extrême, le mode de préparation exclut la présence de la moindre molécule des composants initiaux dans la quasi-totalité des doses produites (selon toute vraisemblance, la totalité).
Comme pour tout produit homéopathique, son autorisation de mise sur le marché en France n'a exigé aucune preuve d'efficacité, seulement une preuve d'innocuité. Depuis janvier 2021, il n'est plus remboursé par le système d'assurance santé en France (il était remboursé à 15 % en 2020, et à 30 % auparavant).
Comme dans de nombreux pays, Oscillococcinum est en vente libre en France, accessible sans prescription médicale. Puisqu'en France, il a ce statut et qu'il n'est pas remboursable, le laboratoire peut fixer le prix librement et faire la promotion (publicité télévisée par exemple).
Le prix de l'Oscillococcinum est environ 50 % plus élevé que celui des autres médicaments anti-grippaux[source secondaire nécessaire] et cependant Oscillococcinum affiche en France, où il est l'un des médicaments homéopathiques les plus vendus, un certain succès commercial, aidé par une publicité importante alors que la plupart des médicaments efficaces contre le rhume n'ont pas le droit d'en faire. En 1996, il représentait plus de 50 % des ventes d'antigrippaux en France. Le produit reste peu connu dans les pays anglo-saxons.
Oscillococcinum a été conçu à l'origine selon les principes de l'homéopathie, à partir de ce qui a été présenté comme la source d'un micro-organisme qui aurait été découvert par Joseph Roy, l'oscillocoque, mais jamais identifié depuis. Certains homéopathes considèrent donc que l'Oscillococcinum n'est pas prescrit de façon homéopathique.
L'Oscillococcinum est une préparation qui n'est plus brevetée du fait de son âge. Des préparations identiques sont vendues sous le nom générique Anas barbariae ou sous d'autres noms de marque (par exemple Influococcinum qui est commercialisé en Suisse), à des dilutions identiques ou parfois différentes et/ou associées avec d'autres remèdes homéopathiques et ayant la même indication.[source secondaire nécessaire]
À l'origine, comme le rapporte le Docteur Curé, Joseph Roy, et surtout Léon Vannier et Paul Chavanon, ont conçu l'Oscillococcinum en respectant les principes de l'homéopathie. Ces médecins ont réalisé des expériences sur les effets de la prise d'oscillocoques chez des animaux et des malades, en faisant varier le taux de dilution des préparations. Le Docteur Curé voit dans ces expériences une ébauche de pathogénésie, l'élément principal permettant les prescriptions homéopathiques.
Cependant, l'existence de l'oscillocoque n'étant pas avérée, le médicament actuel dénommé Oscillococcinum est simplement une préparation dynamisée de foie et de cœur de canard, pour laquelle aucune pathogénésie n'a été réalisée.

## Études d'efficacité
Aucune étude n'a jamais pu démontrer une quelconque efficacité d'Oscillococcinum, au-delà de l'effet placebo. Les laboratoires Boiron n'ont jamais eu besoin d'apporter la preuve de l'efficacité de leur produit pour obtenir une autorisation de mise sur le marché, puisque les règles appliquées aux médicaments homéopathiques diffèrent des autres médicaments ; peu d'études cliniques testant l'efficacité de ce médicament ont vu leurs résultats publiés. Une synthèse publiée en 2006 fait l'analyse critique de 7 articles, et conclut que la qualité scientifique des études concernant l'Oscillococcinum est relativement faible, que leurs résultats ne permettent pas de conclure à un effet préventif de ce produit. Une synthèse publiée en 2005 conclut que la popularité d'Oscillococcinum dans certains pays, notamment en France, en tant que médicament préventif de la grippe, n'est pas justifiée par les résultats des études cliniques. En 2015, une nouvelle synthèse fournit encore les mêmes conclusions : l'Oscillococcinum n'a fait ses preuves ni pour la prévention ni pour le traitement de la grippe et des états grippaux. Une enquête réalisée en 2019 au Québec montre qu'environ un tiers des pharmaciens recommandent ce produit, un tiers délivre un message ambigu, un tiers le déconseille formellement, et que la majorité de la profession en reconnaît l'inefficacité.
Début mars 2020, en pleine épidémie de coronavirus, en réaction à un tweet de Hans-Peter Portmann, un homme politique suisse qui prétendait que l'oscillococcinum serait efficace contre le coronavirus, le laboratoire Boiron affirme que ses produits ne sont pas recommandés pour le « traitement ou la prévention des symptômes liés au coronavirus »,.

## Opposition
Contre la grippe, les recommandations officielles de l'Institut de veille sanitaire consistent d'une part en la vaccination, notamment pour les populations à risque de complications, et d'autre part, en des mesures d'hygiène simples (comme le lavage des mains). Le vaccin contre la grippe est obtenu à partir de virus inactivés ou atténués ou d'éléments antigéniques. Le vaccin contre la grippe saisonnière est modifié chaque année de façon à protéger contre les souches en vigueur ; le taux de protection offert par la vaccination est variable mais très supérieur au placebo, autour de 88 %.
En août 2011, des citoyens américains se regroupent en recours collectifs afin de poursuivre en justice les laboratoires Boiron pour fraude et publicité mensongère à l'égard de leur produit Oscillococcinum,. Boiron présentait en effet ce dernier produit aux États-Unis comme un remède contre les symptômes des états grippaux (« flu-like symptoms »). En mars 2012, le groupe a préféré payer 12 millions de dollars pour éteindre l’action plutôt que de devoir démontrer l'efficacité de son produit.

### Télévision
- Michel Cymes, Marina Carrère d'Encausse. Enquête de Santé : Mystère et boules de sucre, réalisé par Magali Cotard (France 5, 11 janvier 2011).
- « Homéopathie, bientôt la fin ? », sur france.tv, Enquête de santé, 2019.